# Route nationale 164bis
Die Route nationale 164Bis, kurz N 164Bis oder RN 164Bis, war eine französische Nationalstraße.
Die Straße wurde 1837 zwischen Rennes und Rostrenen festgelegt. Ihre Länge betrug 135 Kilometer. 1962 wurde sie zwischen Saint-Méen-le-Grand und Rennes abgestuft und erhielt ab Saint-Méen-le-Grand eine neue Führung nach Montauban-de-Bretagne zur Nationalstraße 12, die dort als Schnellstraße eröffnet wurde. 1972 war dann die endgültige Anbindung an die N 12 fertiggestellt. Bis dahin verlief sie parallel über die heutige Departementsstraße 61 und einer Kommunalstraße. Ab 1978 erfolgte die komplette Umwidmung zur N 164 und der Ausbau zu einer durchgängigen Schnellstraße.